# Estrecho de Belle Isle
El estrecho de Belle Isle (en francés Détroit de Belle Isle, en inglés Strait of Belle Isle), a veces denominado Estrechos de Belle Isle o Estrechos del Labrador, es un estrecho del este de Canadá que separa la península del Labrador de la isla de Terranova, en la provincia de Terranova y Labrador. 
Tiene cerca de 125 km de largo y su ancho varía entre 15 km y 60 km, con un promedio de 18 km. La navegación en el estrecho puede ser extremamente peligrosa debido a las corrientes y mareas que actúan en interacción con la corriente del Labrador, a la variación de la profundidad, al hielo que lo cubre de 8 a 10 meses por año y a malas condiciones del tiempo, incluyendo las neblinas y los vientos muy fuertes.
El estrecho es la salida norte del golfo de San Lorenzo, siendo las restantes salidas el estrecho de Cabot, entre las islas de Terranova y Cabo Bretón, y el estrecho de Canso, entre la isla de Cabo Bretón y el continente.
Un servicio de ferries conecta en el período estival Blanc-Sablon, en Quebec, con Sainte-Barbe, en Terranova.
El nombre deriva de la isla de Belle Isle, una pequeña isla canadiense (25 km²) localizada en extremo nororiental del estrecho y aproximadamente a la misma distancia de Table Head, en la península de Labrador, y cabo Bauld, en Terranova.
- Datos: Q815831
- Multimedia: Strait of Belle Isle / Q815831